# Michée Chauderon
Pour les articles homonymes, voir Chauderon (homonymie).
Michée Chauderon est la dernière femme exécutée à Genève pour sorcellerie, le 6 avril 1652. Son cas est emblématique de celui de femmes accusées de sorcellerie, et le déroulement de son procès manifeste, selon Michel Porret, un basculement dans la façon dont on envisage en Occident le rapport à la sorcellerie et plus largement à l'interaction entre les figures du mal et les vivants. 
Dans le cadre de la « Crise de la conscience européenne » (Paul Hazard) et de l'émergence du cartésianisme, l'hypothèse d'un « corps enchanté » des sorciers et des sorcières (qui par exemple se manifesterait par des « marques » diaboliques insensibles) devient en effet à cette époque de plus en plus difficile à admettre. Les tergiversations autour du cas de Michée Chauderon montrent ce basculement : l'outillage mental des Européens leur permet à partir de ce moment de moins en moins d'admettre, dans le cadre de leurs pratiques, leurs croyances, leurs systèmes philosophiques, que des individus seraient en mesure d'interagir avec le mal.

## Biographie
Née en 1602 ou 1603 d'un père prénommé Reymond, à Boëge, dans la région catholique du Faucigny, en Savoie, Michée Chauderon rejoint vers 1620 la protestante Genève pour y travailler comme domestique, dans un mouvement migratoire alors classique. Michée Chauderon, analphabète, assiste peut-être peu de temps après son arrivée, en 1623, à l'exécution de Jeanne Brolliet, la dernière femme brûlée vive pour sorcellerie à Genève, condamnée sur dénonciation de plusieurs femmes ; cela expliquerait sa volonté de « négocier » lors de son propre procès la faveur d'être étranglée avant de connaître le bûcher. 

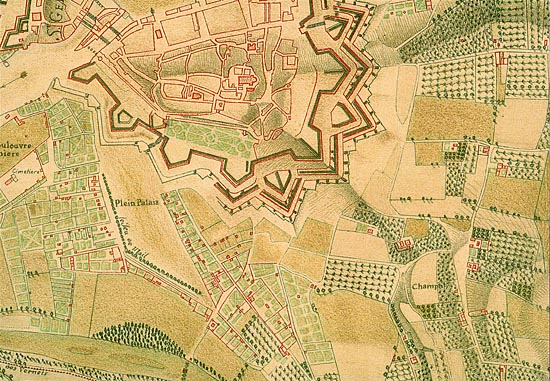
Plan de la plaine de Plainpalais, où fut exécutée Michée Chaudron.

Michée survit aux disettes des années 1622-1623 et 1629-1631, ainsi qu'aux pestes de 1628-1631 et 1636-1640. Célibataire, elle est bannie de Genève en 1639 pour « paillardise », tout comme son compagnon d'infortune, un ouvrier agricole, le veuf Louis Ducret. Elle est alors enceinte de cinq mois d'un valet mort quelques mois plus tôt ; l'enfant ne survit pas. Après s'être marié, le couple revient quelques années plus tard clandestinement à Genève ; en 1646, Louis y est emporté par une épidémie de peste.
À partir de 1648, Michée Chauderon se maintient hors de la marginalité grâce à sa fonction de lavandière, travail qui assure son insertion dans la société populaire de son quartier, jusqu'à connaître certains des aspects les plus intimes de certaines familles dont elle blanchit les draps et les linceuls. En outre, elle dispose d'une réputation de guérisseuse, notamment pour une « soupe blanche » de sa composition aux vertus thérapeutiques, faite de gros sel, de farine, de pain et de fèves, soit des éléments extrêmement nutritifs dans une société d'Ancien Régime. Connue en outre pour sa capacité à « toucher » les corps fiévreux, Michée Chauderon est dès lors considérée comme pouvant intercéder « contre » le mal qui afflige les vivants.
Michée pratique ce que certains appellent la « médecine naturelle » et c'est visiblement son refus de poursuivre cette pratique qui amène huit de ses clientes habituelles à l'accuser de sorcellerie. Son procès manifeste un basculement dans la façon d'envisager les éléments susceptibles de tenir lieu de preuves de sorcellerie. Les chirurgiens et médecins convoqués pour examiner son corps et établir son innocence ou sa culpabilité s'opposent en effet : les plus jeunes d'entre eux manifestent un certain scepticisme quant à la validité des conclusions de leurs confrères de la génération précédente, concernant notamment les marques visibles sur le corps de Michée Chauderon, alors âgée d'une cinquantaine d'années. Elle est malgré tout pendue et son corps énuqué brûlé, dans la plaine de Plainpalais. Elle est la dernière à être exécutée pour sorcellerie à Genève. Le fait qu'elle soit pendue avant d'être brûlée témoigne d'un assouplissement relatif dans le traitement des personnes condamnées pour sorcellerie.

## Procès

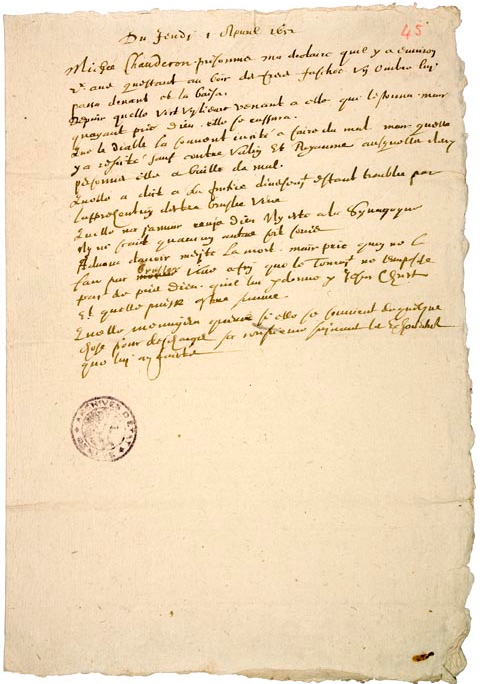
Confession de Michée Chauderon lors de son procès en 1652.

Le procès intervient après la publication de livres concernant la démonologie tels que Discours exécrable des sorciers (1602) de Henri Boguet et Des masques de sorciers et de la réelle possession que le Diable prend sur le corps des hommes (1611). Entre 1527 et 1681, 337 personnes sont inculpées pour sorcellerie à Genève. Le cycle de répression selon Michel Porret est parallèle aux épidémies de pestes qui frappent Genève trois fois entre 1615 et 1640.
Les archives du procès de Michée Chauderon sont conservées dans un coffre des archives d'État de Genève, avec la procédure contre Michel Servet, car elle est la dernière sorcière condamnée à Genève. Son procès illustre la fin de la chasse aux sorcières. La grande ordonnance de Louis XIV, en 1682, met fin en France au crime de sorcellerie et le remplace par le crime d'empoisonnement.
Son procès comporte en effet selon Michel Porret les éléments typiques de ce genre de procédure : l'accusation de sorcellerie, l'utilisation de la torture pour produire l'aveu, la recherche de la marque de la sorcière par un geste médico-légal, et enfin l'exécution. On a peu d'éléments biographiques, une des caractéristiques des procès étant que les procès visent également l'éradication de la mémoire collective des parcours de vie des sorcières, puisqu'en général on ne garde pas de traces des personnes dans les registres d'état civil, les cendres de corps brûlés sont dispersés sans sépulture, les biens sont confisqués.  
Michée Chauderon est arrêtée l'après midi du jeudi 4 mars 1652 sur dénonciation des parents d'une jeune fille, et interrogée. L'accusée ne dispose pas d'avocat, ce type de processus de défense dans un procès n'étant mis en place à Genève qu'à partir de 1730. Elle est âgée de 50 ans au moment de la procédure, est illettrée et même incapable de signer les documents, face à des magistrats érudits. Les mêmes questions lui sont répétées, elle est torturée, subit trois procédures d'examens médicaux légaux et finit par faire une confession.

### Interrogatoires

#### Premier interrogatoire du 4 mars 1652
Lors de ce premier interrogatoire juste après son arrestation, 33 questions lui sont posées (p. 141).
Michée évoque un différend qui l'a opposée cinq ans plus tôt à Pernette Guillermet, la fille d'Elizabeth Royaume, une veuve âgée de 23 ans. Pernette accuse Michée Chauderon d'avoir dérobé une lampe, qui est retrouvée le lendemain. Pernette affirme que Michée a ensuite pris un repas avec elle et qu'elles ont partagé le même gobelet.
Six semaines avant le procès, Michée Chaudron a une nouvelle dispute avec Pernette Guillermet. Elle accepte de faire la lessive de cette dernière, qui est malade, à la suite d'une entrevue avec sa mère, Elizabeth Royaume. On l'accuse d'avoir crié « mercy » à la fin de cette rencontre. 
Lors de son interrogatoire, l'inquisiteur lui demande si, quand elle est allée rendre le linge blanchi à ladite Royaume, elle est entrée dans la chambre où se trouvait Pernette, la fille d'Elizabeth Royaume, en disant « Votre fille se portera bien » et crié « mercy ». Michée nie avoir crié « mercy » à la suite de la première phrase. L'interrogateur lui demande ensuite si elle n'a pas entendu les démons présents dans le corps de Pernette dire « Voici Michée, notre maîtresse », ce que Michée nie encore. Ensuite, on lui demande si les personnes dans la pièce, les parents de la jeune fille, ne lui ont pas demandé de chasser les démons du corps de la jeune fille. Michée confirme, mais indique avoir répondu qu'elle ne pouvait le faire, faute d'avoir assez de puissance. L'interrogateur lui demande si elle n'a pas frappé le bras de la jeune fille en prononçant des mots italiens : Michée nie. On lui demande alors de confirmer avoir dit la vérité,.

#### Témoignages du 5 mars 1652
Ce sont huit femmes au total, en comptant Pernette, qui portent des accusations contre Michée Chauderon : Bernarde Dufour (50 ans), Étienna Bargoing (40 ans), Jeanne Destella (42 ans), Jeanne Guillermet (50 ans), Pernette Favier (52 ans), Sara Maillet, Gabrielle Dru. Seules Bernarde Dufour et Jeanne Guillermet signent leur déposition, les autres étant incapables de le faire (p. 142 à 146).
Elles l'accusent toutes d'avoir « baillé le mal » à deux femmes auxquelles elle aurait refilé « les malins », avec comme conséquence que les deux femmes ont été possédées par les démons. Dans le cas de Pernette, ce qui pousse les femmes à l'accuser, c'est que Michée refuse à Pernette le remède qui lui permettrait de conjurer le mal dont souffre Pernette. Ce remède est une soupe faite de pain, de beurre et de sel qui a établi la renommée de Michée en tant que guérisseuse (p. 138).

#### Interrogatoire du 6 mars 1652
Durant ce second interrogatoire, Michée Chauderon doit répondre à 54 questions faisant suite aux accusations de ses voisines. Elle reconnait les faits objectifs concernant son métier de lessiveuse, la vieille querelle au sujet de la lampe, son refus d'aller au chevet de Pernette, mais elle nie avoir quelque chose à voir avec l'état de possession de Pernette. Elle considère être accusée à tort.

#### Expertise médico-légale du 10 mars
Le 10 mars 1652, les chirurgiens qui ont examiné le corps de Michée Chauderon à la recherche de la marque du diable rendent leur rapport, ces stigmates étant censés être les stigmates de la griffe du démon. Le démon a en effet le pouvoir, selon les croyances de l'époque, de modifier le corps des sorcières. Elles sont censées être plus légères, avoir la capacité de voler, et des marques (taches, verrues, boutons) stigmatisent leur corps.
Pour examiner le corps de Michée Chauderon, les docteurs utilisent de longues aiguilles d'argent pour sonder le corps nu et rasé de Michée Chauderon. On considère comme une preuve de l'existence de la marque du diable le fait que l'aiguille s'enfonce et que la personne ne manifeste ni douleur ni saignement. Le fait de trouver une marque autorise la continuation de l'interrogatoire en utilisant la torture pour extorquer les aveux.
Ils indiquent avoir visité toutes les parties de son corps, et ayant remarqué des stigmates, y enfoncent leur aiguille longue comme un grand doigt, après lui avoir couvert la vue. Michée manifeste de la douleur pour certaines, mais une marque sondée sous son sein droit de la grandeur d'une lentille ne provoque ni douleur ni saignement. Ils poussent l'aiguille entièrement dans la marque, et ne remarquent aucun écoulement de sang et concluent que cette marque est suspecte.
Le 27e jour de la procédure, on conduit Michée Chauderon en chambre criminelle pour l'interroger à nouveau. On lui suggère que c'est le démon qui l'empêche d'avouer ses crimes, ce qu'elle nie. Elle dit ne pas savoir quand les marques ont été apposées sur son corps et dit ne pas savoir si le démon l'a marquée. On lui dit qu'elle a gratté sa mamelle droite pour effacer la marque : elle répond qu'elle s'est bien grattée, mais pas avec l'intention d'effacer la marque. 
Le 31 mars 1652, elle dit être disposée à confesser son crime. Elle avoue alors avoir été abordée par une ombre en forme de chien en revenant sur la route seule de Cologny, et avoir été poussée par elle. Elle avoue aussi s'être donnée à cette ombre six mois auparavant.

#### Expertise légale du 11 mars
L'expertise légale du 11 mars porte cette fois-ci sur Pernette Guillermet, qui se dit possédée par Michée Chauderon. Elle est pratiquée par le médecin Nathan d'Aubigné et les chirurgiens Louis Noël et Daniel Thabuis. Ils recherchent les signes pouvant prouver une possession (p. 149). Pernette s'agite, pousse des cris et se convulse, en évoquant sans cesse la « lavandière Michée ». Les experts concluent que son comportement n'est pas à mettre sur le compte d'une maladie, mais réfutent la thèse de la possession. Ils demandent que la malade soit mise en présence de Michée Chauderon afin de les confronter.

### Condamnation et exécution
Le 6 avril 1652, Michée Chauderon est la 70e et dernière personne exécutée à Genève pour sorcellerie.

## Postérité
En 1888 le neurologue et philanthrope suisse Paul-Louis Ladame publie divers documents liés au procès de Michée Chauderon et provenant des Archives de Genève (cote CHAEG P.C. 1e série 3465), dans un ouvrage intitulé Procès criminel de la dernière sorcière brulée à Genève le 6 avril 1652.
Une rue de Genève porte son nom depuis le 22 juillet 1997, le chemin Michée Chauderon. L'historien Michel Porret lui consacre un livre en 2010.
En 2001, pour réhabiliter sa mémoire, manifester un certain repentir et célébrer le bicentenaire de son indépendance, la commune de Chêne-Bougeries organise un nouveau procès, débouchant sur une réhabilitation populaire en la déclarant innocente,,.
En 2023, Quentin Lazzarotto tourne un court-métrage portant son nom abordant le sujet des procès pour sorcellerie du juge Henry Boguet.